# Arado Ar 234 Blitz
Arado Ar 234 je bil prvi operativni reaktivni bombnik na svetu. Zgradilo ga je nemško podjetje Arado, projekt je vodil profesor Walter Blume. Prvi let je bil 16. junija 1943. Zgradili so samo okrog 210 letal, a kljub sposobnostim ni vplival na potek vojne. Bombnika je bilo zaradi velike hitrosti (780 km/h) izredno težko prestreči. 
Ar 234 je imel visoko nameščeno krilo, poganjala sta ga dva turboreaktivna motorja Junkers Jumo 004 z aksialnim tokom. Verzijo Ar 234C so poganjali štirje reaktivni motorji BMW 003A, to letalo velja za prvo štirimotorno reaktivno letalo na svetu.
Da bi povečali dolet, so poskušali zmanjšati težo, tako da so zamenjali kolesno podvozje z vozičkom, ki bi se po odletu odcepil. Bombnik bi potem pristal na sankah, kar se je izkazalo za zelo nepraktično.
Največji bojni tovor je bil 1500 kilogramov. Dolet s 500 kg bomb je bil okrog 1500 kilometrov. Nekatera letala so imela manjše raketne motorje za pomoč pri vzletu.
Uporabljal se je tudi kot izvidniško letalo in je bil zadnje nemško letalo, ki je poletelo na Britanijo.

## Specifikacije(Ar 234B-2)
Podatki iz Aircraft of the Third Reich Vol.1
Splošne značilnosti
- Posadka: 1
- Dolžina: 12,64 m (41 ft 6 in)
- Razpon kril: 14,41 m (47 ft 3 in)
- Višina: 4,29 m (14 ft 1 in)
- Površina kril: 26,4 m2 (284 sq ft)
- Teža praznega letala: 5.200 kg (11.464 lb)
- Maks. vzletna teža: 9.800 kg (21.605 lb)
- Pogon letala: 2 × Junkers Jumo 004B-1 turboreaktivna motorja z aksialnim tokom, 8,83 kN (1.990 lbf) potisk motorjev  vsak
- Pogon letala: 2 × Walter HWK 109-500A-1 JATO raketna motorja na tekoče gorivo, 4,905 kN (1.103 lbf) potisk motorjev  vsak (opcija)

Zmogljivost
- Maks. hitrost: 742 km/h (461 mph; 401 kn) na višini 6.000 m (20.000 ft)
- Potovalna hitrost: 700 km/h (435 mph; 378 kn) na višini 6.000 m (20.000 ft)
- Doseg: 1.556 km (967 mi; 840 nmi) z 500 kg (1.100 lb) bombnim tovorom
- Višina leta: 10.000 m (32.808 ft)
- Hitrost vzpenjanja: 13 m/s (2.600 ft/min)

Oborožitev

- Strelno orožje: 2 × 20 mm MG 151 nazaj streljajoča topova (samo na prototipu)
- Bombe: Do 1500 kg bomb